# SN 1991ba
SN 1991ba – supernowa typu II odkryta 2 października 1991 roku w galaktyce E244-IG32. W momencie odkrycia miała maksymalną jasność 18,50m.